# Campeonato Mundial de Esquí de Montaña de 2025
El XIII Campeonato Mundial de Esquí de Montaña se celebró en la localidad alpina de Morgins (Suiza) entre el 3 y el 9 de marzo de 2025 bajo la organización de la Federación Internacional de Esquí de Montaña (ISMF) y la Federación Suiza de Esquí.

## Medallistas

### Masculino
| Evento             | Oro                             | Plata                                           | Bronce                          |
| ------------------ | ------------------------------- | ----------------------------------------------- | ------------------------------- |
| Velocidad (06.03)  | Oriol Cardona · España · 2:42,4 | Thibault Anselmet Francia 2:47,7                | Jon Kistler · Suiza · 2:50,0    |
| Vertical (04.03)   | Rémi Bonnet · Suiza · 18:50,3   | Maximilien Drion du Chapois · Bélgica · 19:37,0 | Aurélien Gay · Suiza · 19:40,3  |
| Individual (07.03) | Rémi Bonnet · Suiza · 1:33:07,4 | Davide Magnini · Italia · 1:35:30,6             | Xavier Gachet Francia 1:38:57,9 |

### Femenino
| Evento             | Oro                                     | Plata                                    | Bronce                             |
| ------------------ | --------------------------------------- | ---------------------------------------- | ---------------------------------- |
| Velocidad (06.03)  | Marianne Fatton · Suiza · 3:09,9        | Emily Harrop Francia 3:11,2              | Tatjana Paller · Alemania · 3:28,9 |
| Vertical (04.03)   | Axelle Gachet-Mollaret Francia 22:24,9  | Tove Alexandersson · Suecia · 23:06,0    | Sarah Dreier · Austria · 24:01,0   |
| Individual (07.03) | Tove Alexandersson · Suecia · 1:34:01,8 | Axelle Gachet-Mollaret Francia 1:36:03,5 | Emily Harrop Francia 1:40:43,1     |

### Mixto
| Evento         | Oro                                            | Plata                                                   | Bronce                                            |
| -------------- | ---------------------------------------------- | ------------------------------------------------------- | ------------------------------------------------- |
| Relevo (03.03) | Emily Harrop Thibault Anselmet Francia 32:44,1 | Ana Alonso Rodríguez · Oriol Cardona · España · 32:45,0 | Marianne Fatton · Robin Bussard · Suiza · 33:02,9 |

## Medallero
| Núm. | País     | Oro | Plata | Bronce | Total |
| ---- | -------- | --- | ----- | ------ | ----- |
| 1    | Francia  | 4   | 3     | 3      | 10    |
| 2    | Suiza    | 3   | 1     | 3      | 7     |
| 3    | España   | 1   | 1     | 0      | 2     |
| 3    | Suecia   | 1   | 1     | 0      | 2     |
| 5    | Italia   | 0   | 2     | 1      | 3     |
| 6    | Bélgica  | 0   | 1     | 0      | 1     |
| 7    | Alemania | 0   | 0     | 1      | 1     |
| 7    | Austria  | 0   | 0     | 1      | 1     |
|      | TOTAL    | 9   | 9     | 9      | 27    |